# Fukushima (stad)
Fukushima (Japans: 福島市, Fukushima-shi) is de hoofdstad van de gelijknamige prefectuur op het Japanse eiland Honshu. De stad heeft een oppervlakte van 746,43 km² en telde begin 2008 circa 288.000 inwoners. De stad ligt aan de rivier de Abukuma.

## Geschiedenis
Fukushima werd ooit "Shinobu-no-sato", Shinobu's dorp, genoemd. In de 12e eeuw bouwde Suginome Taro het kasteel Suginome en het dorp ontwikkelde zich tot kasteelstad. In de Edoperiode floreerde Fukushima door de productie van zijde.
Aan het begin van de Meijiperiode (1868) werd in Fukushima een prefecturaal kantoor gevestigd. Ook kwam er het eerste kantoor in Tohoku van de Japanse Bank.
Fukushima werd een stad (shi) op 1 april 1907.
De gemeente Iino van het district Date werd op 1 juli 2008 aangehecht bij Fukushima.
Op 11 maart 2011 werd Fukushima getroffen door een zeebeving met een kracht van 9,0 op de schaal van Richter. Dit veroorzaakte een tsunami, die op zijn beurt leidde tot de kernramp in de kerncentrale Fukushima I.

## Economie
Naast de traditionele zijde-industrie zijn de productie en verwerking van kunststofvezels, de levensmiddelenindustrie en de machinebouw belangrijk voor de stad Fukushima.
Voor het toerisme zijn de onsen van Iizaka, Takayu en Tsuchiya in de nabijgelegen Adatarasan-bergen belangrijk. Rond deze warme bronnen zijn meer dan 100 hotels gebouwd.

## Bezienswaardigheden
- Iwaya Kannon, 60 beelden van Boeddha in een bergwand van de berg Shinobu.
- Daizou-ji, een tempel met een duizendarmige Kannon
- Tennou-ji, een tempel gebouwd in 1710

## Verkeer
Fukushima is bereikbaar via twee nabijgelegen luchthavens, één in Sukagawa en één in Natori.
Fukushima ligt aan de Tohoku Shinkansen, de Yamagata-shinkansen, Tohoku-hoofdlijn en de Ou-hoofdlijn van de East Japan Railway Company.
Fukushima ligt aan de Tohoku-autosnelweg en aan de autowegen 4, 13, 114, 115, 399 en 459.

## Geboren in Fukushima
- Shigeru Kanno (dirigent en componist)
- Takeo Takagi (viceadmiraal van de keizerlijke marine)

## Stedenband
Fukushima heeft een internationale stedenband met
- Baden-Baden, Duitsland

## Aangrenzende steden
- Yonezawa
- Nihonmatsu
- Date
- Shiroishi